# SK Sturm Graz

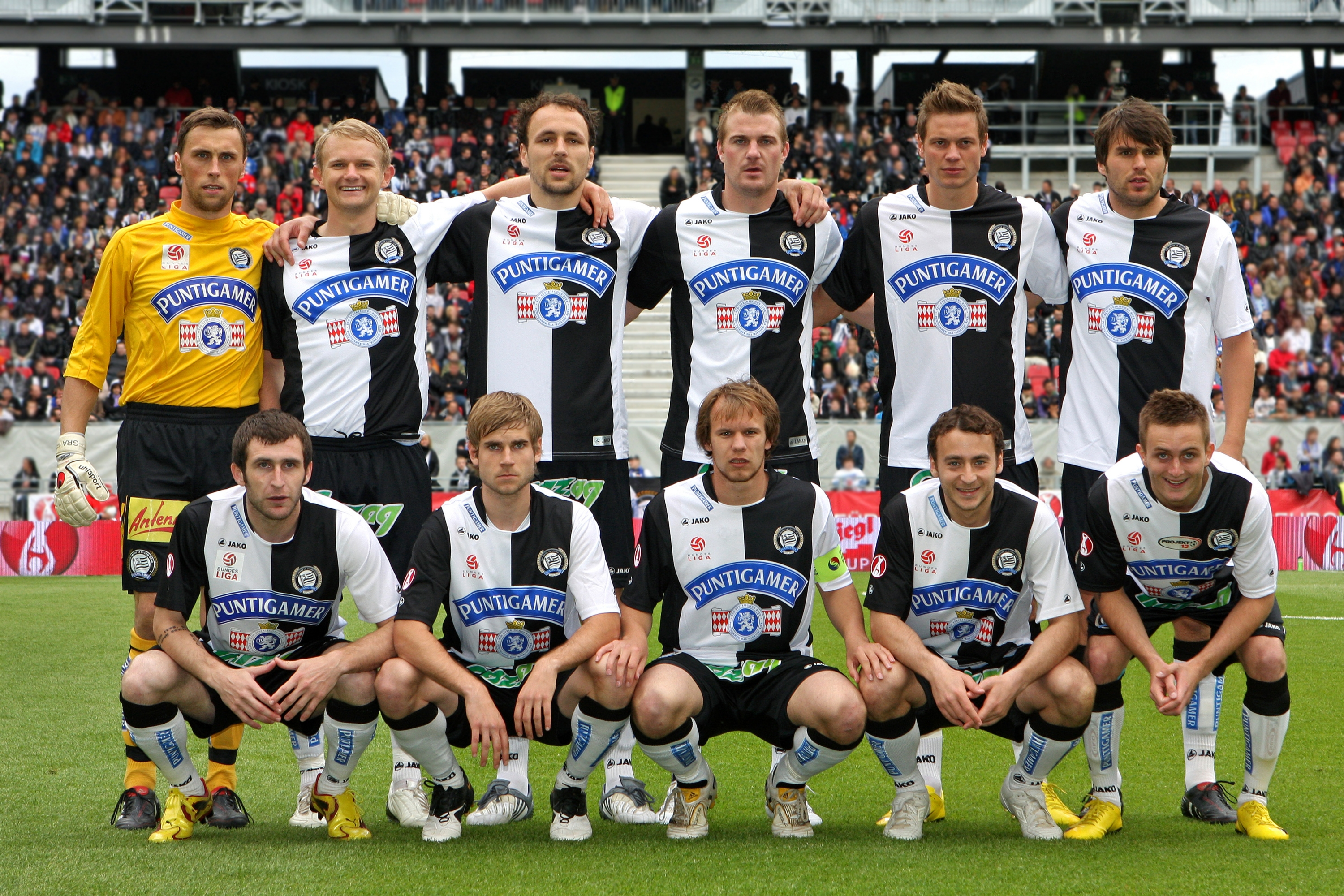
SK Sturm Graz, 2010

L'Sportklub Sturm Graz és un club de futbol austríac de la ciutat de Graz, a Estíria.

## Història
El SK Sturm Graz va ser fundat el 1909 com un equip de treballadors. La seva època més destacada la visqué a partir dels anys 90. El 1994, el bosnià Ivica Osim agafà l'equip inciant una època d'èxits. Entre 1996 i 1999 guanyà dues lligues austríaques (1998 i 1999), tres copes (1996, 1997 i 1999) i tres supercopes. Destacaren a l'equip els jugadors Mario Haas, Hannes Reinmayr i Ivica Vastic. Ha participat diverses vegades a la Lliga de Campions i a la Copa de la UEFA. Els colors del club són el negre i el blanc. Actualment juga a la primera divisió de la Bundeslliga austríaca.

## Estadi
L'Sturm Graz disputa els seus partits a l'Stadion Graz-Liebenau, el qual també és conegut com a UPC-Arena, antigament conegut com a estadi Arnold Schwarzenegger.

## Palmarès
- 4 Lliga austríaca de futbol: 1998, 1999, 2011, 2024
- 6 Copa austríaca de futbol: 1996, 1997, 1999, 2010, 2018, 2023
- 4 Supercopa austríaca de futbol: 1996, 1998, 1999
- 1 Campionat d'Àustria amateur: 1934
- 11 Lligues d'Estíria: 1921, 1923, 1925, 1934, 1936, 1937, 1941, 1946, 1947, 1948, 1949
- 9 Copes d'Estíria: 1932, 1933, 1936, 1937, 1938, 1946, 1947, 1948, 1949